# Idioma guarayo
El Guarayo, también llamado Guarayú o Gwarayu, es una lengua indígena de Bolivia, del grupo de lenguas tupí-guaraní, hablada por el pueblo guarayo, que sumaron 23.910 habitantes en el Censo INE 2012.
El origen de los nombres es Guara que significa "guerrero" y yu "pálido" (amarillo o blanco). En comparación con otros pueblos guaraníes, los guarayos son de color más claro y tienen un parecido sorprendente con otro grupo guaraní que se encuentra en Paraguay, los aché.[cita requerida]
En 2012, había unos 30 hablantes de guarayo en Paraguay.

## Fonología
|         | Anterior | Central | Posterior |
| ------- | -------- | ------- | --------- |
| Cerrada | i, ĩ     | ɨ, ɨ̃    | u, ũ      |
| Media   | e, ẽ     |         | o, õ      |
| Abierta |          | a, ã    |           |

|                 |                 | Bilabial | Alveolar | Palatal | Velar | Velar | Glotal |
| simple          | lab.            | Bilabial | Alveolar | Palatal |       |       | Glotal |
| --------------- | --------------- | -------- | -------- | ------- | ----- | ----- | ------ |
| Nasal           | central         | m        | n        | ɲ       |       |       |        |
| Nasal           | post-plomado    | mᵇ       | nᵈ       |         |       |       |        |
| Oclusiva        | sin voz         | p        | t        |         | k     | kʷ    | ʔ      |
| Oclusiva        | pre-plomado     |          |          |         |       | ᶢw    |        |
| Oclusiva        | prenasal vl.    | (ᵐp)     | (ⁿt)     |         | (ᵑk)  |       |        |
| Oclusiva        | prenasal vd.    |          |          |         | ᵑɡ    | ᵑᶢw   |        |
| Africada        | Africada        |          | t͡s       | t͡ʃ      |       |       |        |
| Fricativa       | Fricativa       | β        | s        |         |       |       |        |
| Vibrante simple | Vibrante simple |          | ɾ        |         |       |       |        |
| Semivocales     | Semivocales     |          |          | j       |       | w     |        |

- [ᵐp, ⁿt, ᵑk] se escuchan como alófonos de /p, t, k/ cuando están en posición vocal nasal.[4]